# Nahr al-Kabir
El Nahr al-Kabir, también conocido en Siria como al-Nahr al-Kabir al-Janoubi (árabe: النهر الكبير الجنوبي, literalmente 'el gran río del sur', en contraste con el Nahr al-Kabir al-Shamali) o en Líbano, simplemente como Kebir, es un río en Siria y Líbano que desemboca en el mar Mediterráneo, en Arida. El río tiene 77,8 km de largo y drena una cuenca de 954 km2. Nace en el manantial Ain as-Safa en el Líbano y fluye a través de Homs Gap.

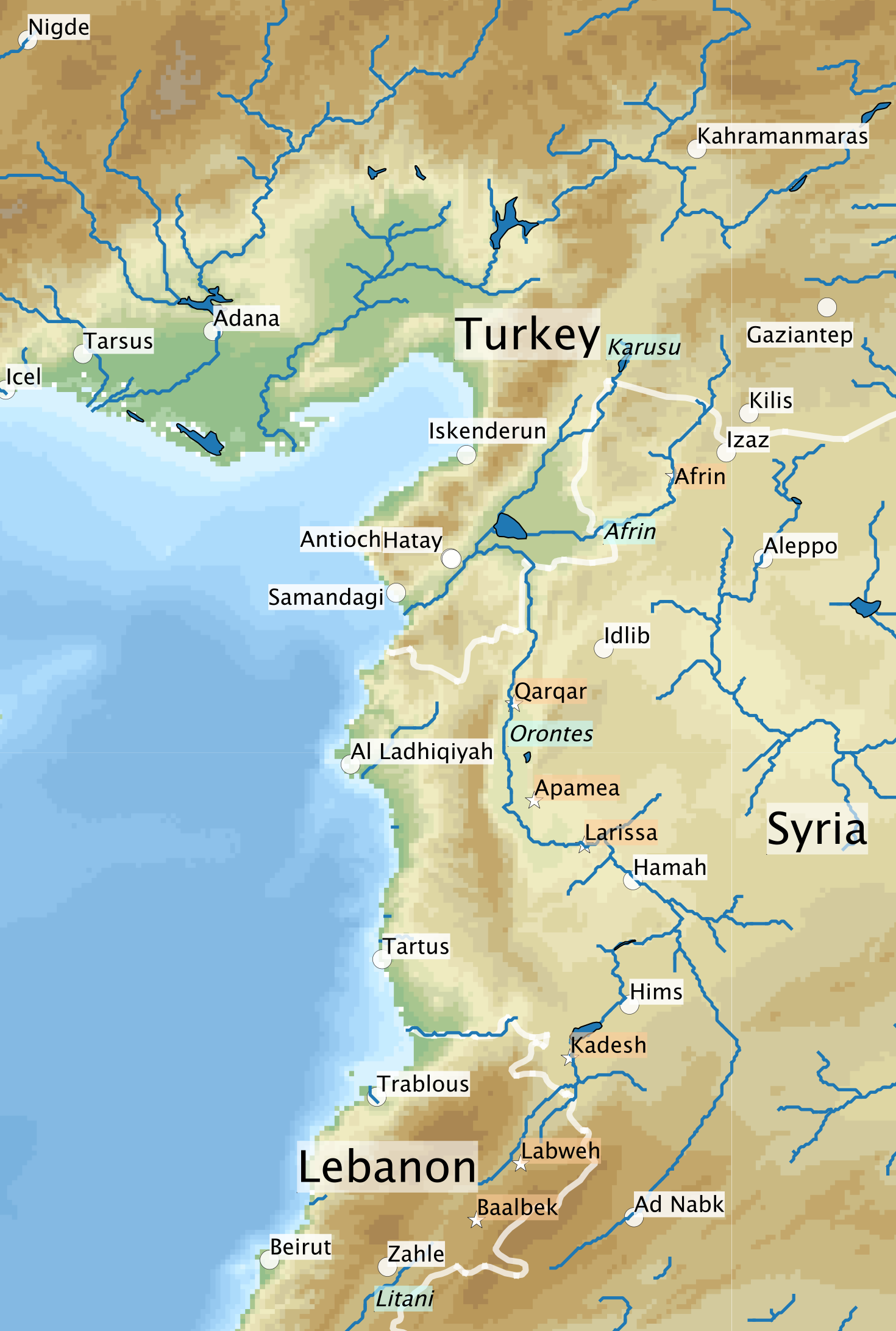
Mapa de una parte de Levante. Las líneas azules son ríos, y las blancas son las fronteras internacionales.
El Nahr al-Kabir es el río relativamente corto que forma una parte de la frontera entre Líbano y Siria, desembocando en el mar Mediterráneo aproximadamente entre Trípoli y Tartús

El río forma la parte norte de la frontera entre Líbano y Siria. En la antigüedad, el río era conocido como Eleutherus (griego Ελεύθερος Eleutheros , Ελευθερίς Eleuteris lit. 'libre'). Definió la frontera entre los imperios seléucida y ptolemaico durante gran parte del siglo III a. C.[2]
El río es mencionado por Flavio Josefo  y en 1 Macabeos 11:7 y 12:30.